# Gapcach
Gapcach (ros. Гапцах) – wieś w Rosji, w Dagestanie, w rejonie magaramkienckim. W 2010 liczyła 3554 mieszkańców, głównie Lezginów.